# Verkündigung

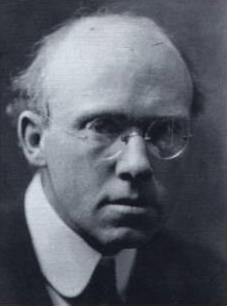
Walter Braunfels 1920

Verkündigung ("Bebådelsen") är en mysteriopera ("ein Mysterium") i en prolog och fyra akter med musik och libretto av Walter Braunfels. Texten bygger på den tyska översättningen av Paul Claudels L'Annonce faite a Marie. Operan hade premiär den 4 april 1948 i Köln.
Claudels pjäs handlar om kvinnan Violaine som av medömkan kysser en leprasjuk och smittas, men helar den leprasjuke med sin kyss. Violaine lyckas också återuppliva det barn som hennes syster Mara fick med Jacques, som bedrog systern, varpå hon själv dör. Claudels personnamn fick tyska namn så fader Andre Vercors blev Andreas Gradherz, Pierre de Craon blev Peter von Ulm och så vidare.

## Personer
- Andreas Gradherz, Violänes fader (basbaryton)
- Violänes moder (alt)
- Violäne (sopran)
- Mara, Violänes syster (sopran)
- Jakobäus, Violänes före detta fästman, Maras make (baryton)
- Peter von Ulm (tenor)
- Peter von Ulms assistant (tenor)
- En änglaröst (sopran)
- Arbetaren (bas)
- Schulze von Rothenstein (talroll)

## Inspelningar
- Verkündigung - Andrea Trauboth (Violaine), Chieko Shirasaka-Teratani (Mara), Siegmund Nimsgern (Andreas Gradherz), Claudia Rüggeberg (modern), John Bröcheler (Jacobaeus), Christer Bladin (Peter von Ulm). Köln SO & kör, Dennis Russell Davies 1992
- Verkündigung - Juliane Banse (Violaine), Janina Baechle (Mara), Robert Holl (fadern), Hanna Schwarz (modern), Adrian Eröd (Jacques), Chor des Bayerischen Rundfunks, Münchner Rundfunkorchester, Ulf Schirmer 2014